# Sławomir Krawczyk
Sławomir Krawczyk (ur. 28 maja 1963 w Trzebiatowie) – polski kolarz szosowy, mistrz i reprezentant Polski.

## Kariera sportowa
Był zawodnikiem klubu Legia Warszawa, podopiecznym Andrzeja Trochanowskiego. Dwukrotnie startował w wyścigu szosowym ze startu wspólnego na mistrzostwach świata. W 1987 zajął 91 m., a w 1990 45 m. W 1986 został mistrzem Polski w wyścigu szosowym ze startu wspólnego, a w 1990 zajął w tej konkurencji drugie miejsce. W 1990 został także górskim mistrzem Polski, po dwóch brązowych medalach w tej imprezie (1986 i 1987). Siedmiokrotnie zdobywał z Legią mistrzostwo Polski w szosowym wyścigu drużynowym (1982-1986 i 1980-1990) oraz dwukrotnie wicemistrzostwo w tej konkurencji (1986 i 1991).  W 1986 startował w Wyścigu Pokoju, zajmując 23 m. W 1989 zajął drugie miejsce w Tour de Pologne, wygrywając także klasyfikację punktową, a w 1986 i 1988 wygrywał prologi tego wyścigu. W 1984 i 1986 wygrał Wyścig Dookoła Mazowsza. Przez jeden sezon (1992) ścigał się bez sukcesów w zawodowej grupie kolarskiej Lampre-Colnago.